# Primula rhodochroa
Primula rhodochroa är en viveväxtart som beskrevs av William Wright Smith. Primula rhodochroa ingår i släktet vivor, och familjen viveväxter. Utöver nominatformen finns också underarten P. r. geraldinae.